# 713 Луцинія
713 Луцинія (713 Luscinia) — астероїд головного поясу, відкритий 18 квітня 1911 року.
Тіссеранів параметр щодо Юпітера — 3,100.